# Gergely Bárándy
Dans le nom hongrois Bárándy Gergely, le nom de famille précède le prénom, mais cet article utilise l’ordre habituel en français Gergely Bárándy, où le prénom précède le nom.
Gergely Bárándy, né le 28 novembre 1976 à Budapest, est une personnalité politique hongroise, député à l'Assemblée hongroise, membre du groupe MSzP.